# Szentesi járás
A Szentesi járás Csongrád-Csanád vármegyéhez tartozó járás Magyarországon, amely 2013-ban jött létre. Székhelye Szentes. Területe 813,84 km², népessége 41 058 fő, népsűrűsége 50 fő/km² volt a 2012. évi adatok szerint. Egy város (Szentes) és 7 község tartozik hozzá.
A Szentesi járás a járások 1983-as megszüntetése előtt is létezett. Mai nevét az 1950-es megyerendezés során kapta, addig Központi járásnak hívták, megszűnésére pedig 1983 végén, az összes magyarországi járás megszüntetésekor került sor.

## Települései
| Település       | Rang (2013. július 15.) | Kistérség (2013. január 1.) | Népesség (2012. január 1.) | Terület (km²) |
| --------------- | ----------------------- | --------------------------- | -------------------------- | ------------- |
| Szentes         | járásszékhely város     | Szentesi                    | 28 476                     | 353,25        |
| Nagymágocs      | nagyközség              | Szentesi                    | 3 087                      | 75,09         |
| Szegvár         | nagyközség              | Szentesi                    | 4 440                      | 86,22         |
| Árpádhalom      | község                  | Szentesi                    | 488                        | 45,2          |
| Derekegyház     | község                  | Szentesi                    | 1 595                      | 53,78         |
| Eperjes         | község                  | Szentesi                    | 495                        | 73,89         |
| Fábiánsebestyén | község                  | Szentesi                    | 2 020                      | 71,73         |
| Nagytőke        | község                  | Szentesi                    | 457                        | 54,68         |

## Története
A Szentesi járás az 1950-es megyerendezés során jött létre 1950. március 16-án az addigi Központi járás nevének megváltoztatásával.
Területe nagyobb mértékben 1956-ban a szomszédos Csongrádi járás megszűnésekor bővült négy onnan átcsatolt községgel, viszont a 70-es években több községét a Szentesi, a Csongrádi és a Hódmezővásárhelyi városkörnyékhez oszották be.
1984. január 1-jétől új közigazgatási beosztás lépett életbe, ezért 1983. december 31-én valamennyi járás megszűnt, így a Szentesi is, községei a Szentesi, a Csongrádi és a Hódmezővásárhelyi városkörnyékhez kerültek.

### Községei 1950 és 1983 között
Az alábbi táblázat felsorolja a Szentesi járáshoz tartozott községeket, bemutatva, hogy mikor tartoztak ide, és hogy hova tartoztak megelőzően, illetve később.
Meg kell jegyezni, hogy a tanácsrendszer első éveiben, 1950 és 1954 között Szentes jogállása közvetlenül a járási tanács alá rendelt város volt, vagyis a járáshoz tartozott.
| Község          | Mikortól          | Honnan                       | Meddig             | Hova                              |
| --------------- | ----------------- | ---------------------------- | ------------------ | --------------------------------- |
| Árpádhalom      | 1956. július 1.   | Nagymágocs területéből       | 1983. december 31. | Szentesi városkörnyékhez          |
| Bokros          | 1956. február 1.  | Csongrádi járásból           | 1977. március 31.  | Csongrád városhoz                 |
| Csanytelek      | 1956. február 1.  | Csongrádi járásból           | 1983. december 31. | Csongrádi városkörnyékhez         |
| Cserebökény     | 1950. március 16. | Központi járásból            | 1973. április 14.  | Szentes városhoz                  |
| Derekegyház     | 1950. március 16. | Központi járásból            | 1983. december 31. | Szentesi városkörnyékhez          |
| Eperjes         | 1950. március 16. | Központi járásból            | 1983. december 31. | Szentesi városkörnyékhez          |
| Fábiánsebestyén | 1950. március 16. | Központi járásból            | 1983. december 31. | Szentesi városkörnyékhez          |
| Felgyő          | 1956. február 1.  | Csongrádi járásból           | 1977. március 31.  | Csongrádi városkörnyékhez         |
| Magyartés       | 1950. március 16. | Központi járásból            | 1977. március 31.  | Szentes városhoz                  |
| Mártély         | 1950. június 1.   | Hódmezővásárhely területéből | 1977. március 31.  | Hódmezővásárhelyi városkörnyékhez |
| Mindszent       | 1950. március 16. | Központi járásból            | 1983. december 31. | Hódmezővásárhelyi városkörnyékhez |
| Nagymágocs      | 1950. március 16. | Központi járásból            | 1983. december 31. | Szentesi városkörnyékhez          |
| Nagytőke        | 1952. január 1.   | Szentes területéből          | 1977. március 31.  | Szentesi városkörnyékhez          |
| Szegvár         | 1950. március 16. | Központi járásból            | 1983. december 31. | Szentesi városkörnyékhez          |
| Székkutas       | 1950. június 1.   | Hódmezővásárhely területéből | 1983. december 31. | Hódmezővásárhelyi városkörnyékhez |
| Tömörkény       | 1956. február 1.  | Csongrádi járásból           | 1983. december 31. | Csongrádi városkörnyékhez         |

### Történeti adatai
Megszűnése előtt, 1983 végén területe 678 km², népessége pedig mintegy 33 ezer fő volt.